# Alamozaur
Alamozaur (Alamosaurus) – rodzaj zauropoda z grupy tytanozaurów (Titanosauria); jego nazwa oznacza "jaszczur z Alamo". Nazwa pochodzi od pasma górskiego Ojo Alamo w stanie Nowy Meksyk, gdzie znaleziono go po raz pierwszy.

## Występowanie
Żył u schyłku kredy późnej (ok. 71-65,5 mln lat temu) na terenach Ameryki Północnej. Był jednym z ostatnich zauropodów na Ziemi oraz jedynym przedstawicielem tytanozaurów na kontynencie. Naukowcy twierdzą, że alamozaury mogły przywędrować z Ameryki Południowej. Jego szczątki znaleziono w USA (w stanach Montana, Nowy Meksyk, Teksas oraz Utah). Jest jedynym dotąd poznanym zauropodem, jaki żył w epoce kredy późnej na obszarze obecnej Ameryki Północnej.

## Budowa
Alamosaurus poruszał się na czterech nogach. Miał długi i cienki ogon – prawdopodobnie używał go jako broni, lub ogon służył do kontaktowania się z innymi osobnikami tego gatunku.
Pierwotnie jego rozmiary szacowano na ok. 20–21 m długości, ok. 6 m wysokości i ok. 26–35 ton masy ciała. Fowler i Sullivan (2011) opisali jednak odkryte w Nowym Meksyku dwa kręgi i niekompletną kość udową, które ich zdaniem najprawdopodobniej należą do zauropoda z gatunku A. sanjuanensis, a które należały do zwierzęcia znacznie większego od wcześniej odkrytych przedstawicieli tego gatunku, porównywalnego z argentynozaurem i puertazaurem. Jeśli kości te faktycznie należą do alamozaura, oznacza to, że odkryte wcześniej skamieniałości A. sanjuanensis należały do osobników młodocianych; oznacza to również, że alamozaur był jednym z największych znanych dinozaurów i zarazem największym znanym północnoamerykańskim dinozaurem.
W obrębie rodzaju wyróżniany jest gatunek Alamosaurus sanjuanensis.